# NGC 6699
NGC 6699 في الفهرس العام الجديد، هي مجرة، تقع في كوكبة الطاووس. اكتشفت في 12 يوليو 1834 بواسطة جون هيرشل.

## روابط خارجية
- NGC 6699 على موقع ويكي سكاي: DSS2, SDSS, GALEX, IRAS, Hydrogen α, X-Ray, Astrophoto, Sky Map, Articles and images